# مقاطعة ناسو
مقاطعة ناسو (那須郡 Nasu-gun) هي إحدى مقاطعات اليابان تقع في محافظة توتشيغي. تحتوى على مدينتين هما ناسو وناكاغاوا، وتقع في وسطها مدينة أوتاوارا.
تبلغ المساحة الكلية للمقاطعة 1209.59 كيلومتر مربع قبل تأسيس المدينة الجديدة ناسوشيوبارا في 1 يناير 2005. وفي عام 2003، بلغ عدد السكان إلى 154881 نسمة والكثافة السكانية إلى 128.04 نسمة لكل كيلومتر مربع.  